# Ścier

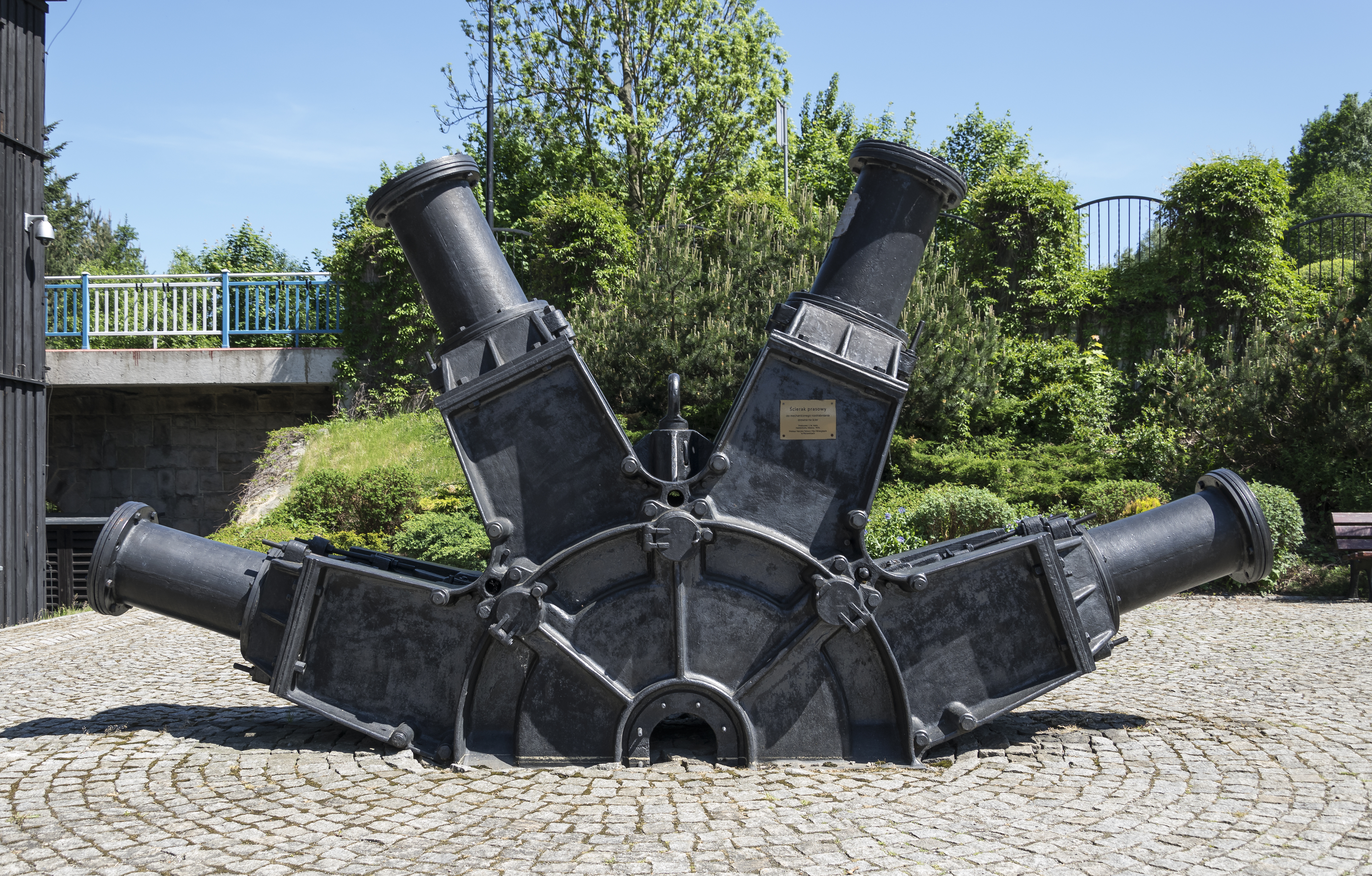
Ścierak prasowy służący do rozdrabniania drewna na ścier

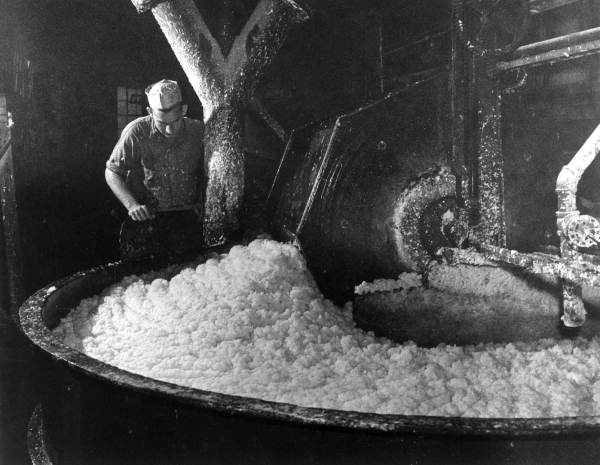
Mokry ścier podczas przetwarzania w fabryce, Floryda, USA, 1947 r.

Ścier drzewny (miazga drzewna) – masa włóknista otrzymywana poprzez rozwłóknianie drewna, półprodukt do produkcji papieru. Otrzymywany jest z tzw. papierówki, drewna uzyskiwanego specjalnie na użytek przemysłu papierniczego. Włókno drzewne uzyskuje się poprzez proces rozwłókniania mechanicznego lub chemicznego. Do produkcji ścieru wykorzystuje się rozmaite gatunki drzew, w strefie klimatu umiarkowanego np. sosny, świerki i jodły; w klimacie cieplejszym - eukaliptusy. W Polsce wykorzystywane jest głównie drewno sosnowe i świerkowe. Drewno świerkowe i jodłowe jest mniej korzystne jako surowiec dla masy włóknistej ze względu na zawartość specyficznych  komórek żywicznych, wyższe koszty upraw i obróbki.
Ścier wykorzystywany jest do wyrobu wielu rodzajów papieru (w tym książkowego i gazetowego). Obecnie większość papieru produkowana jest z wykorzystaniem ścieru, w wyniku czego jest on mniej trwały od papieru produkowanego w oparciu o XIX-wieczne technologie wykorzystujące recycling starych ubrań i innych szmacianych odpadów.

## Urządzenia do rozwłókniania surowca drzewnego
Do produkcji ścieru drzewnego tradycyjną mechaniczną metodą rozwłókniania stosowane są  ścieraki łańcuchowe. W metodzie chemicznej otrzymywania ścieru wykorzystuje się rafinery. Obie metody wytwarzania ścieru mogą być łączone.